# Erik Biörck
Erik Biörck, född 13 januari 1668 i Köping och död 21 augusti 1740 i Falun, var en svensk präst. Han var verksam vid den forna svenska kolonin i Delaware 1697–1714 och därefter till sin död 1740 som kyrkoherde i Falun.

## Uppväxt
Erik Biörcks föräldrar var rektorn vid Köpings skola, sedermera kyrkoherden i Björskogs socken, Tobias Andreæ Björck och hans hustru Magdalena Rudelia. Han genomgick Västerås trivialskola och 1687 kom han till Uppsala universitet. Biörck blev tidigt faderlös och eftersom modern inte kunde försörja alla sina åtta barn fick han därför parallellt med studier arbeta som informator. Så småningom fick han anställning hos Jesper Swedberg som informator för sonen Albrekt Swedberg och brorsönerna Albrekt och Petter Schönström.

## Åren i Amerika
I maj 1696 blev Biörck på Swedbergs initiativ utsedd av kung Karl XI, som en av tre präster, de andra var Andreas Rudman och Jonas Aurén, att sändas till den tidigare svenska kolonin i Delaware. Björck prästvigdes i all hast i Uppsala domkyrka 11 maj 1696 av ärkebiskop Olof Svebilius i närvaro av kungen. I februari 1697 ankom Biörck och hans kollegor till Amerika. Mellan sig fördelade arbetsuppgifterna på så sätt att Biörck fick ansvar för området kring nuvarande Wilmington, Rudman ansvarade för området runt nuvarande Philadelphia och Aurén skulle ägna sig åt mission bland indianerna.  

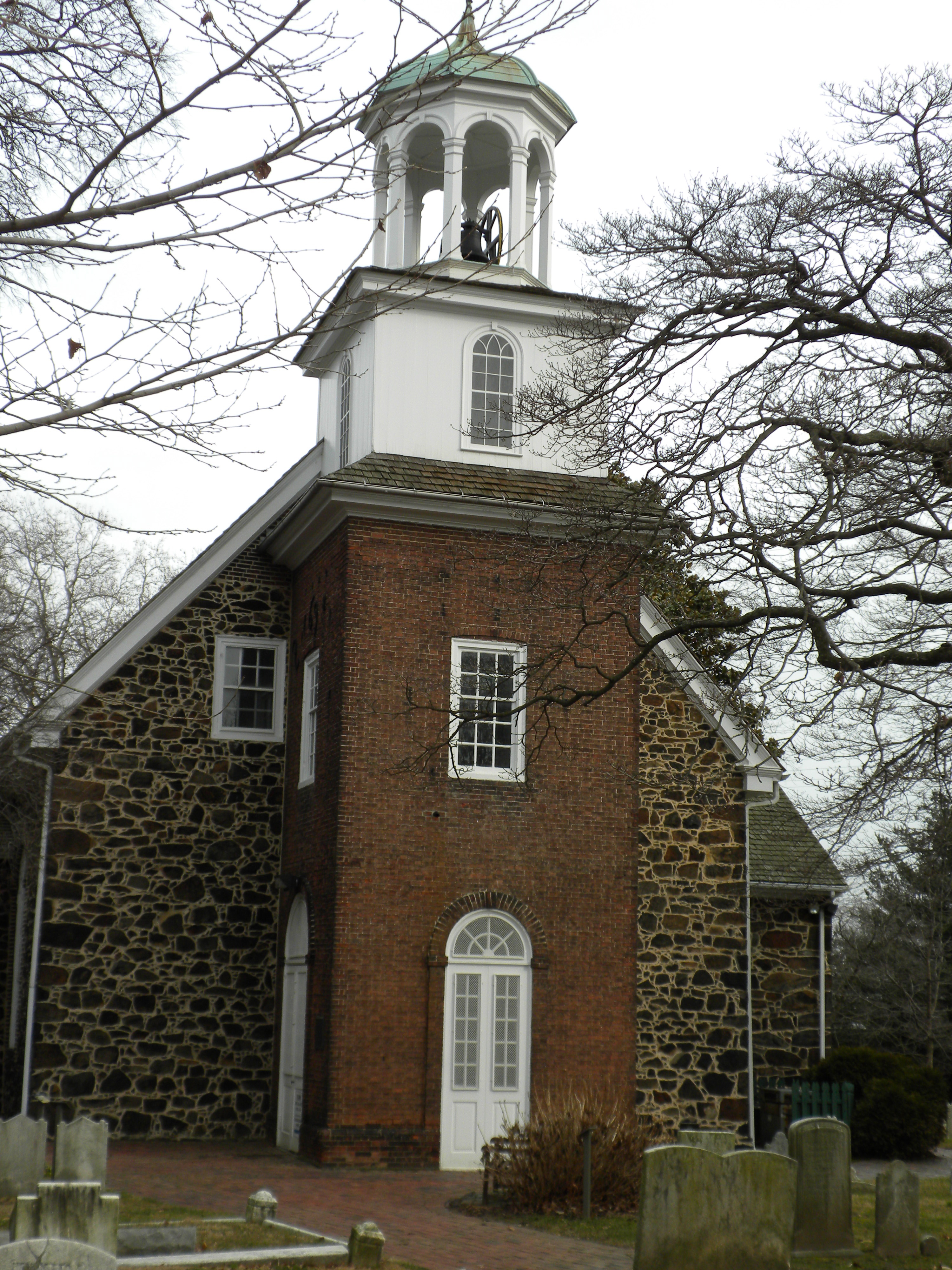
Holy Trinity church

Björck tog sig snabbt an sina arbetsuppgifter i församlingen i Tranhuk (nuvarande (Wilmington). 28 maj 1697 lades där grunden till en ny stenkyrka som invigdes 4 juli 1699, som ersättning för en förfallen träkyrka. Kyrkan invigdes på Heliga Trefaldighets dag och kallades därför Heliga Trefaldighets kyrka.
Han träffade sin hustru, Christina Stalcop i församlingen och berättade i brev till Sverige: "Mitt särdeles tillstånd är så vida ändrat, att en vacker mans barn av min församling, nu på sitt 16:de år, Kristina Stalcop kallad, har igenom sine ärsamme åtbörder och besynnerlig kvickhet i allehanda ting omsider bundit mitt sinne till sig, ehuru hon för sin blygsamhet till mig och mitt ämbete till en tid sig hövligen undandrog, men mer mig therigenom rörde, till thess hon igenom skrivelse, som hon så svenske som engelske kan, övervunnen samtyckte." Hustrun tillhörde en ansedd och välbeställd familj av svenskt ursprung, och han fann hos hennes anhöriga ett gott stöd. 
I sin kollega Andreas Rudman ägde Biörck en förtrogen vän ända till hans död (1708) liksom han blev nära vän Andreas Sandel, som 1702 avlöst den sjuklige Rudman. Biörcks kollega Jonas Aurén misslyckades med sitt uppdrag att sprida kristendomen bland lenapeindianerna. Indianerna lyssnade vänligt till Aurén och kom sedan med frågor som Aurén inte kunde besvara. "Varför kom nyktra och hederliga indianer till Helvetet och alkoholiserade och omoraliska européer till Himlen? Varför hade Gud skapat indianerna om inte också de skulle få komma till Himlen?" Aurén anslöt sig i stället till en sekt som menade att lördagar borde vara helgdagar. Aurén gav ut en skrift som motiverade att lördagar och inte söndagar var vilodagar. Det förmådde Biörk att ge ut en motskrift. Den trycktes i New York 1704 med den långa titeln: "A Little OLIVE LEAF Put in the Mouth of that (so Called) Noah’s Dove, And sent Home again to let her Master know That the Waters are abated from off the face of the Ground, And that for the Sake of JESUS CHRIST, Whose Servant to the End of my Life I shall Endeavor To Be".

## Återvändande till Sverige
Efter tio år i Amerika begärde Biörck att få återvända till en prästtjänst i Sverige. Karl XII beslöt den 21 februari 1708, utanför Vilnius i Smorgen på marsch mot Moskva, att utse Anders Haquinius till Biörcks efterträdare. Haquinius avled innan han hunnit avresa och det dröjde till i juni 1711 innan Anders Hesselius och Abraham Lidenius utsågs att ersätta Biörck. Samma år utnämndes Biörck till prost och uppsyningsman för de svenska församlingarna i Amerika av Jesper Swedberg som då var biskop i Skara stift med ansvar för församlingarna i Amerika.
Den 23 maj 1713 utnämndes Biörck till kyrkoherde i Falun av Karl XII i ett beslut fattat i Timurtasch vid Adrianopel i Turkiet. Den långsamma postgången från Turkiet till Sverige och slutligen Delaware gjorde att Biörck återvände till Sverige först 1714.

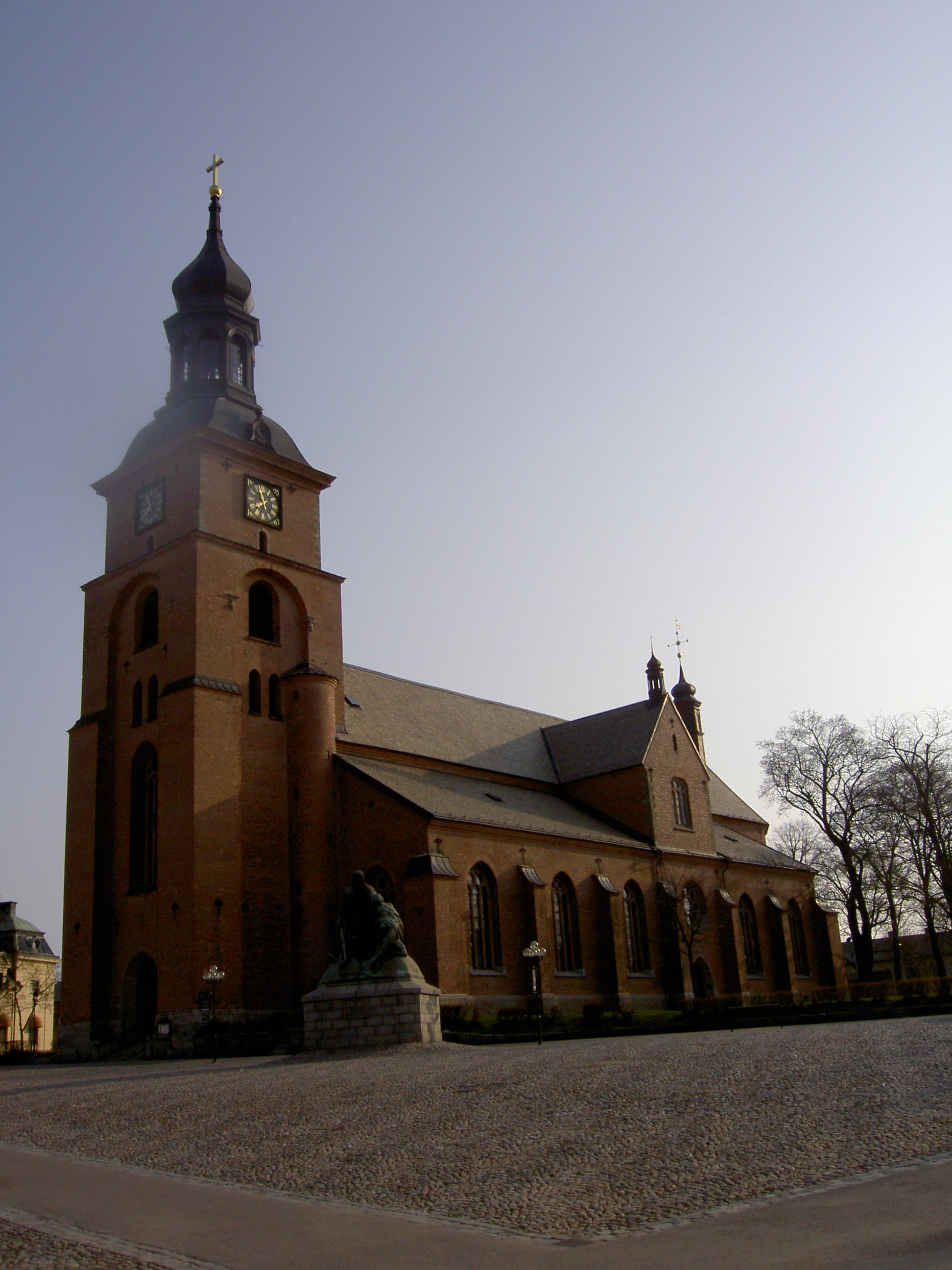
Falu Kristine kyrka

 29 juni 1714 lämnade Biörck och hans familj Wilmington. Det var förutom hustrun, sonen Tobias, döttrarna Magdalena, Katarina och Kristina. Dessutom hustruns kusin Anna Stedham och hustruns syster Maria Stalcop och hennes make Johan van der Veer. Resan gick från Annapolis via England med uppehåll i Marstrand och hos Jesper Swedberg i Skara. Erik Biörck ankom till Falun 8 december 1714. Sin första predikan i Kristine kyrka i Falun höll han den tredje söndagen i advent 1714. Följande söndag predikade han i Stora Kopparbergs kyrka och på trettondagen predikade han första gången i Aspeboda kyrka. Han installerades av biskop Matthias Iser 1717 och utsågs till filosofie magister 1 april 1721. Under sin tid som kyrkoherde kom Biörck att driva frågan om sabbatsfrid i sitt pastorat. I en predikan 1725 klagade han över "sabbatens ohelgande med resor och hushållssysslor, med handel och vandel, med skrik och svärmande på källare och ölkrogar". Kyrkoherdens klagomål fick landshövdingen att anordna strängare vakthållning i Falun på sön- och helgdagar. Fram till 1736 hade Biörck bara en adjunkt och måste då med ålderns rätt begära en till och i sin framställan skrev han "jag har aldrig någon söndag fri, att icke i endera kyrkan skrifta eller predika". I synnerhet ansåg han tjänsten i Aspeboda kyrka som betungande. Han dog 21 augusti 1740. Andreas Sandel, då kyrkoherde Hedemora, förrättade begravningen. Sandels griftetal trycktes och finns bevarat.

### Fotnoter
1. ↑  ”Holy Trinity (Old Swedes) Church” (PDF). Wilmington, Delaware. Arkiverad från originalet den 4 maj 2012. https://web.archive.org/web/20120504095735/http://pdfhost.focus.nps.gov/docs/NHLS/Text/66000261.pdf. Läst 13 maj 2014.